# Bolu
Bolu é uma cidade e distrito (em turco: ilçe) do norte da Turquia. É a capital da província homónima e faz parte da Região do Mar Negro. O distrito tem 1 524 km² de área e em 2021 tinha 184 682 habitantes (densidade: 121,2 hab./km²). Em 2012 tinha 172 355 habitantes, dos quais 131 264 moravam na cidade.
Na Antiguidade teve os nomes de Vitínio ou Bitínio (em grego: Βιθύνιον; romaniz.: Vithinion/Bithinion; em latim: Bithynium), Claudiópolis (em latim: Claudiopolis) ou ainda Adriana (em latim: Hadriana).